# Akalat à poitrine tachetée
Pellorneum ruficeps
Espèce
Statut de conservation UICN

 LC  : Préoccupation mineure
L’Akalat à poitrine tachetée ou Timalie à poitrine tachetée (Pellorneum ruficeps) est une espèce de passereau de la famille des Pellorneidae. Elle a auparavant été classée par Monroe & Sibley dans les Sylviidae puis dans celle des Timaliidae.

## Description
L'akalat à poitrine tachetée mesure jusqu'à 16 cm de long.  

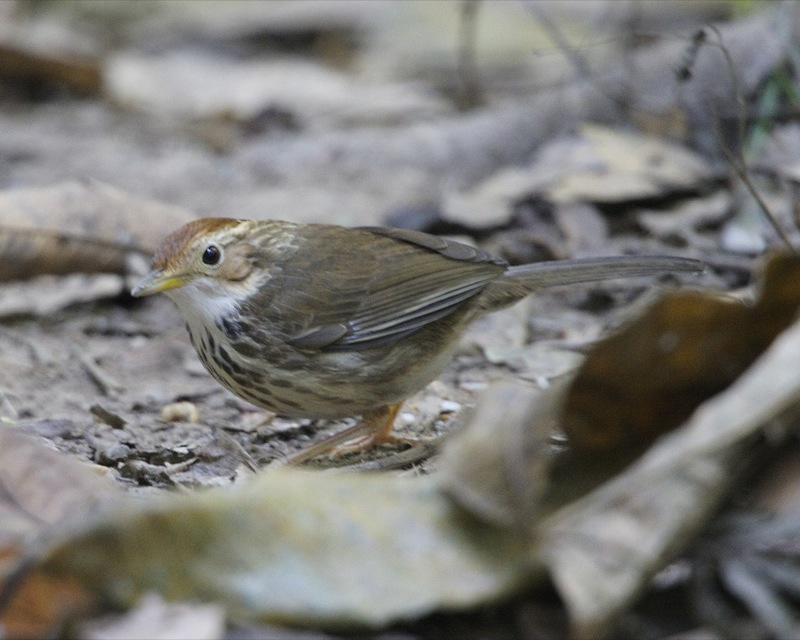
Timalie à poitrine tachetée, parc national de Khao Yai, Thaïlande

Cet oiseau est brun au-dessus et blanc fortement strié de brun en dessous. Il a une couronne marron, de longs super-cils chamois et la gorge blanche hérissée. Il possède de courtes ailes arrondies et un vol faible. 

## Comportement
Cette espèce marche souvent dans les sous-bois à la recherche d'insectes dont elle se nourrit, un peu à première vue comme la Grive musicienne. Il se déplace en petit groupe.

## Répartition
Cet oiseau vit dans l'Himalaya, la jungle des collines de l'Inde et certaines régions de l'Asie du Sud-Est continental.

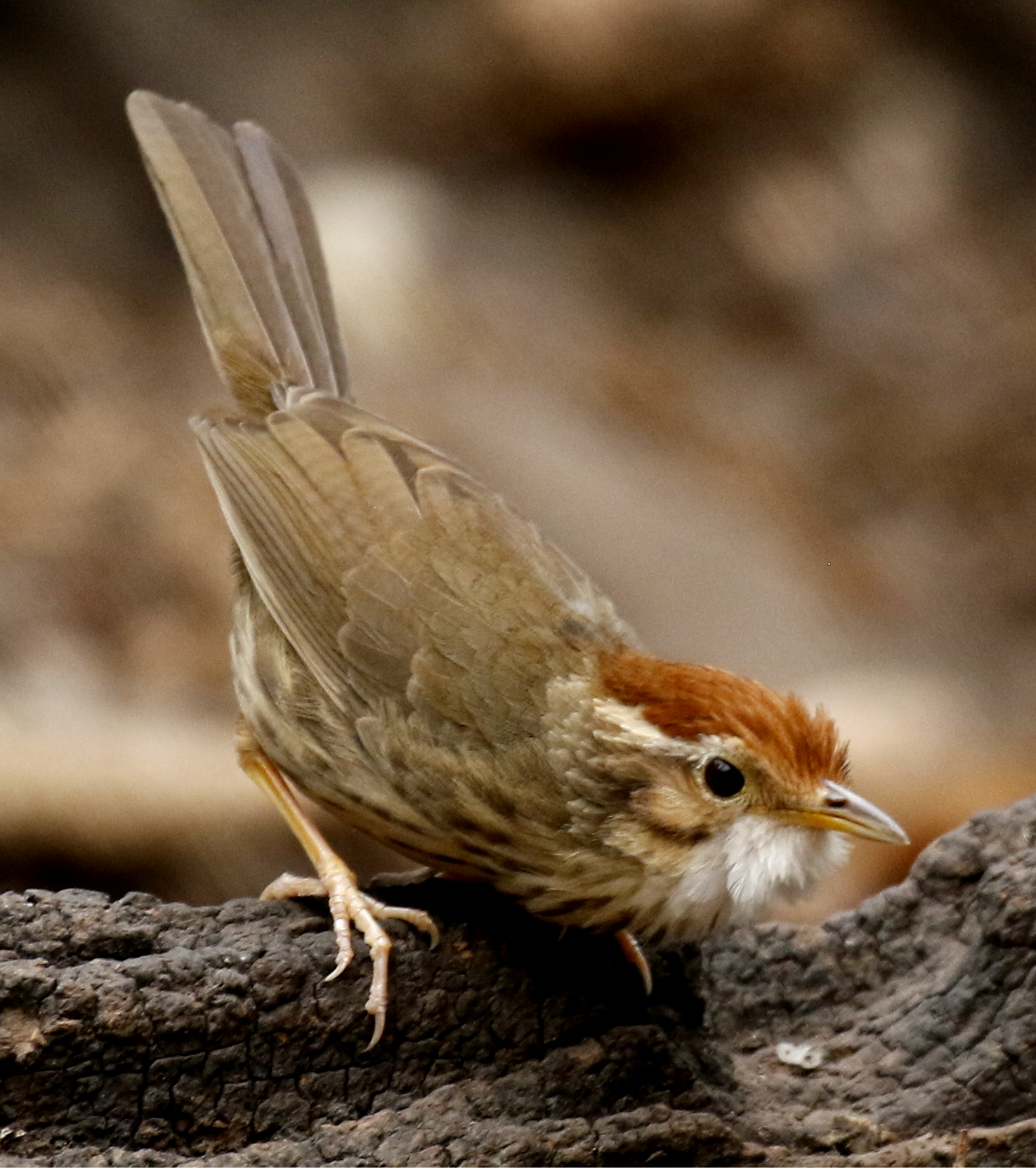
Akalat à poitrine tachetée, parc national de Kaeng Krachan, Thaïlande

## Habitat
Cette espèce habite les maquis et les massifs de bambous jusqu'à 1 300 m d'altitude.

## Nidification
Cet oiseau construit son nid sur le sol, y déposant 2 à 5 œufs.

## Sous-espèces
Selon A. Peterson, cet oiseau est représenté par 28 sous-espèces :
- Pellorneum ruficeps acrum Deignan 1947 ;
- Pellorneum ruficeps chamelum Deignan 1947 ;
- Pellorneum ruficeps chthonium Deignan 1947 ;
- Pellorneum ruficeps deignani Delacour 1951 ;
- Pellorneum ruficeps dilloni Delacour 1951 ;
- Pellorneum ruficeps dusiti Dickinson & Chaiyaphun 1970 ;
- Pellorneum ruficeps elbeli Deignan 1956 ;
- Pellorneum ruficeps euroum Deignan 1947 ;
- Pellorneum ruficeps hilarum Deignan 1947 ;
- Pellorneum ruficeps indistinctum Deignan 1947 ;
- Pellorneum ruficeps insularum Deignan 1947 ;
- Pellorneum ruficeps mandellii Blanford 1871 ;
- Pellorneum ruficeps minus Hume 1873 ;
- Pellorneum ruficeps olivaceum Jerdon 1839 ;
- Pellorneum ruficeps oreum Deignan 1947 ;
- Pellorneum ruficeps pallidum Abdulali 1982 ;
- Pellorneum ruficeps pectorale Godwin-Austen 1877 ;
- Pellorneum ruficeps punctatum (Gould) 1838 ;
- Pellorneum ruficeps ripleyi Deignan 1947 ;
- Pellorneum ruficeps ruficeps Swainson 1832 ;
- Pellorneum ruficeps shanense Deignan 1947 ;
- Pellorneum ruficeps smithi Riley 1924 ;
- Pellorneum ruficeps stageri Deignan 1947 ;
- Pellorneum ruficeps subochraceum Swinhoe 1871 ;
- Pellorneum ruficeps ubonense Deignan 1947 ;
- Pellorneum ruficeps victoriae Deignan 1947 ;
- Pellorneum ruficeps vividum La Touche 1921 ;
- Pellorneum ruficeps vocale Deignan 1951.